# Жіночий спорт
Жіночі види спорту, як аматорські, так і професійні, існували у всьому світі століттями в різних дисциплінах. У ХХ ст., особливо в останню чверть, участь жінок і популяризація їх залучення до спорту зросли. Ці зміни більш помітні в добре розвинених країнах і часто пов'язані з фемінізмом, гендерною політикою та філософією рівності прав людини. Сьогодні рівень участі та результативності жінок все ще сильно варіює залежно від країни та виду спорту.

Жінки в Олімпійських іграх

Спорт, у якому беруть участь жінки, ділять на дві категорії: жіночі категорії (жіночі варіанти спорту, де домінують чоловіки) — та питомо жіночі види спорту, які виникли орієнтовано на жінок (створені виключно для спортсменок із навмисним виключенням спортсменів). Другі зустрічаються рідко і включають нетбол, художнє плавання, рингетт.
Попри зростання участі жінок у спорті, при порівнянні показників участі жінок і чоловіків у видах спорту, які включають чоловічу та жіночу категорію та виключаючи види спорту, де домінують жінки, демографічна група чоловіків все ще є більшою. Ці відмінності спостерігаються в усьому світі.
Перешкоди, з якими стикаються жінки в спорті сьогодні, можуть включати обмежену кількість професійних можливостей для спортсменок, пов'язану з низькою оплатою праці, неякісним та гендерно-стереотипним висвітленням спортсменок у ЗМІ в спортивній індустрії — та травмами, пов'язаними зі статтю. Іноді спортсменки поєднують спортивну кар'єру з громадською діяльністю.

## Історія

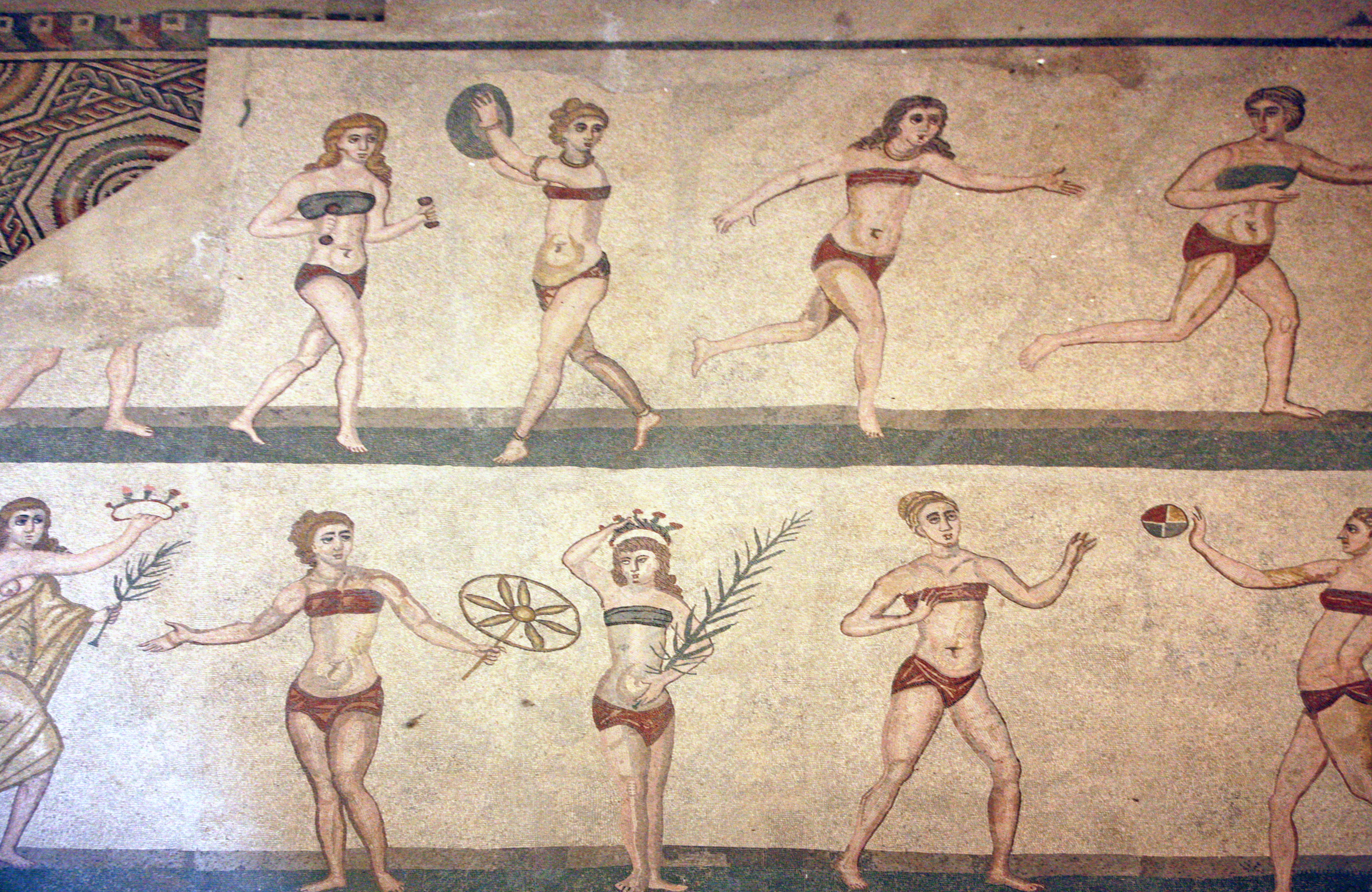
Римлянки займалися спортом. Мозаїка на віллі Романа дель Казале поблизу площі Армеріна на Сицилії.

### Стародавні цивілізації

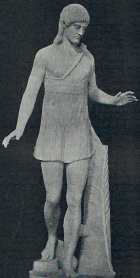
Статуя переможниці Герейських ігор біля старту гонки

Перед кожними античними Олімпійськими іграми на стадіоні в Олімпії проводився окремий жіночий спортивний захід, Герейські ігри, присвячені богині Гері. У давньогрецькій міфології існувало вірування, що Герейські ігри заснувала цариця Гіпподамія, дружина засновника Олімпіади.
Хоча одружені жінки були виключені з Олімпіади навіть як глядачки, Киніска виграла Олімпійські ігри як власниця колісниці (чемпіони та чемпіонки перегонів на колісницях були власниками, а не вершниками), як і Еврілеоніс, Білістіха, Зевксо, Енкратея і Герміона, Тімарета і Касія, Теодота.
Після класичного періоду жінки брали участь у чоловічих спортивних фестивалях. Жінки в Спарті почали практикувати ті ж спортивні вправи, що й чоловіки, виявляючи якості спартанських солдатів. Платон навіть підтримував жінок у спорті, пропагуючи біг і бій на мечах для жінок.
Культурні уявлення про яскраво виражену жіночу фізичну форму не обмежувалися спортом у Стародавній Греції, їх також можна знайти у зображеннях воїтельниць, відомих як амазонки.

### Ранній модерн

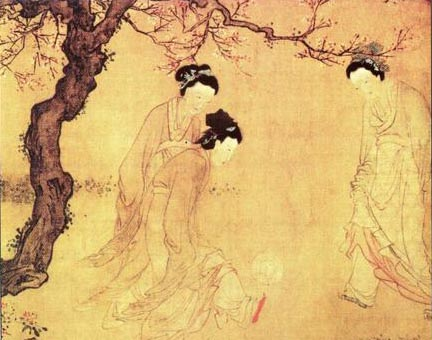
Китаянки грають в Цуцзюй, художника з династії Мін Ду Цзінь

Під час династій Сун, Юань і Мін жінки грали в професійних командах Цуцзюй.
Перші Олімпійські ігри в сучасну епоху, які відбулися в 1896 році, були закритими для жінок, але відтоді кількість жінок, які брали участь в Олімпійських іграх, різко зросла.

### XIX і початок ХХ століття
Виховні комітети Французької революції (1789) включали інтелектуальне, моральне та фізичне виховання як для дівчат, так і для хлопчиків. З перемогою Наполеона менш ніж через 20 років фізичне виховання було зведено до військової підготовки хлопчиків і чоловіків. У Німеччині фізичне виховання Гутсмутса (1793 р.) включало освіту дівчат. Це призвело до того, що в Німеччині жіночий спорт почав розвиватися активніше, ніж у більшості інших країн.
Жіночий спорт наприкінці 1800-х зосереджував увагу на правильній поставі, красі обличчя та тіла, м'язах і здоров'ї.
До 1870 року активність для жінок носила скоріше розважальний, ніж спортивний характер, наголошувалось на фізичній активності, а не на змаганнях. Спорт для жінок до ХХ століття приділяв більше уваги фітнесу, а не змагальним аспектам, які ми зараз пов'язуємо з організованим спортом.
До кінця ХІХ та початку ХХ століть у Європі та Північній Америці небагато жінок змагалися у спорті, пізніші соціальні зміни сприяли зростанню участі жінок у суспільстві. Хоча жінкам технічно дозволялось брати участь у багатьох видах спорту, ті, хто робили це, часто стикалися з несхваленням.
«Велосипед зробив більше для емансипації жінок, ніж будь-що інше в світі», — сказала американська феміністка Сьюзен Б. Ентоні. «Я стою і радію щоразу, коли бачу, як жінка їде на колесі. Це дає жінкам відчуття свободи та впевненості в собі».
На сучасних Олімпійських іграх жінки з 1900 року брали участь, хоча спочатку й у значно меншій кількості змагань, ніж чоловіки. Вперше з'явившись на Іграх в Парижі 1900-го, 22 спортсменки змагалися з тенісу, вітрильного спорту, крокету, кінного спорту та гольфу.
Засновник Міжнародного олімпійського комітету П'єр де Кубертен назвав жіночий спорт «непрактичним, нецікавим, неестетичним, і ми не боїмося додати: неправильним». Однак 6-й конгрес МОК у Парижі 1914 року вирішив, що жіноча медаль формально має таку ж вагу, як і чоловіча, в офіційній таблиці медалей. Це залишило рішення про участь жінок на розгляд окремих міжнародних спортивних федерацій. Занепокоєння про фізичну силу та витривалість жінок призвело до того, що жінкам обмежили участь у більш важких видах спорту.
У відповідь на відсутність підтримки міжнародного спорту Еліс Мілліат заснувала Fédération Sportive Féminine Internationale у Франції. Ця організація започаткувала жіночу олімпіаду (1921, 1922 і 1923 рр.) і Всесвітні жіночі ігри, в яких взяли участь майже 20 країн і проводилися чотири рази (1922, 1926, 1930 і 1934 рр.). У 1924 році на Стемфорд Бридж в Лондоні відбулася жіноча Олімпіада 1924 року. У відповідь Міжнародний олімпійський комітет почав активізувати участь жінок в Олімпіаді. Кількість олімпійських спортсменок за цей період зросла більш ніж уп'ятеро: з 65 на літніх Олімпійських іграх 1920 року до 331 на літніх Олімпійських іграх 1936 року.
Більшість ранніх жіночих професійних спортивних ліг зазнали краху. Часто це пояснюється відсутністю підтримки аудиторії. Основним місцем проведення жіночого спорту стали аматорські змагання. Протягом середини ХХ століття комуністичні країни домінували в багатьох олімпійських видах спорту, включаючи жіночий, завдяки державним спортивним програмам, які технічно вважалися аматорськими. Спадщина цих програм збереглася, оскільки колишні комуністичні країни продовжують випускати багатьох найкращих спортсменок. Німеччина та Скандинавія також розробили сильні жіночі спортивні програми в цей період.

## Жіночий спорт в Україні

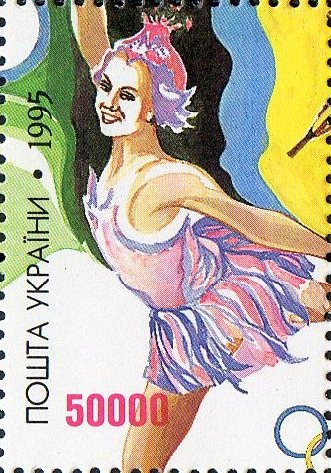
Оксана Баюл, олімпійська чемпіонка з фігурного катання

Багато українських спортсменок стали всесвітньо відомими, виступаючи в складі збірних команд СРСР з різних видів спорту. Представниці української школи художньої гімнастики Ірина Дерюгіна, Олександра Тимошенко, Оксана Скалдіна та інші неодноразово ставали чемпіонками Європи, володарками кубків світу, олімпійськими призераками. А гімнастка Лариса Латиніна завоювала 18 олімпійських медалей та з 1964 по 2012 роки була володаркою найбільшого числа олімпійських нагород за всю історію Олімпійських ігор.
1994 року на XVII зимових Олімпійських іграх в Ліллехаммері українські спортсменки виступали вже самостійною командою. Першу золоту олімпійську медаль для незалежної України здобула фігуристка Оксана Баюл — срібна призерка чемпіонату Європи 1993 року, чемпіонка світу 1994 року, чемпіонка Олімпійських ігор 1994 року.
Гандболістки київського «Спартака» на чолі з уславленим тренером Ігорем Турчиним 13 разів ставали володарками Кубку Європейських чемпіонок, а гандболістки Зінаїда Турчина та Лариса Карлова неодноразово визнавалися найкращими гравчинями на чемпіонатах світу і Європи. За видатні досягнення в спорті легенда українського спорту Турчин і його команда занесені до Книги рекордів Гіннеса.
Жіноча збірна України з футболу збирається з 1992 року. Наталія Зінченко стала першою жінкою, яка керувала національною жіночою збірною України з футболу. Під її керівництвом команда фінішувала другою в груповому турнірі кваліфікації Євро-2022 та взяла участь у плей-офф відбору. 27 березня 2020 року Міжнародна федерація футбольних асоціацій опублікувала оновлений рейтинг, згідно з яким збірна Україна піднялася на 26 місце.
Жіноча волейбольна збірна, яка представляє Україну на міжнародних змаганнях з волейболу, станом на 20 жовтня 2021 року посідала 27-е місце у світовому рейтингу ФІВБ.

### Найвідоміші українські спортсменки
Найвідоміша українська спортсменка, українська «Золота рибка» — Яна Клочкова (1982 р.н.) — одинадцятиразова чемпіонка Європи, триразова чемпіонк світу, чотириразова олімпійська чемпіонка (Сідней-2000, Афіни-2004) у плаванні на 200, 400 та 800 метрів, володарка Кубків світу. Клочковій належать світовий та олімпійський рекорди на дистанції 400 метрів комплексом (4 хв. 33,59 сек).
Ольга Харлан (нар.1990 р.н.) — українська фехтувальниця (шабля), олімпійська чемпіонка 2008 року у командній першості, бронзова призерка Олімпіади 2012 року, шестиразова чемпіонка світу.
Лілія Подкопаєва (1978 р.н.) — Володарка Кубка Європи (1995); має 45 золотих, 21 срібних та 14 бронзових медалей. Абсолютна чемпіонка світу зі спортивної гімнастики (1995), чемпіонка Європи (1996), Олімпійська чемпіонка Ігор в Атланті (1996).
Оксана Баюл (1977 р.н.) — стала першою олімпійською чемпіонкою за часів незалежної України в зимових видах спорту, виборовши це звання перемогою на XVII Олімпійських зимових іграх у 1994 році в Норвегії.
Ірина Марлені (1982 р.н.) — заслужена майстриня спорту з вільної боротьби, олімпійська чемпіонка, триразова чемпіонка світу, дворазова чемпіонка Європи, багаторазова чемпіонка України. 21 вересня 2013 року увійшла до всесвітньої Зали Слави Міжнародної федерації об'єднаних стилів боротьби (FILA). Нагороджена Орденом «За заслуги» III ст. і Орденом княгині Ольги III ст.

## Фотогалерея

Жіночий спорт в історії
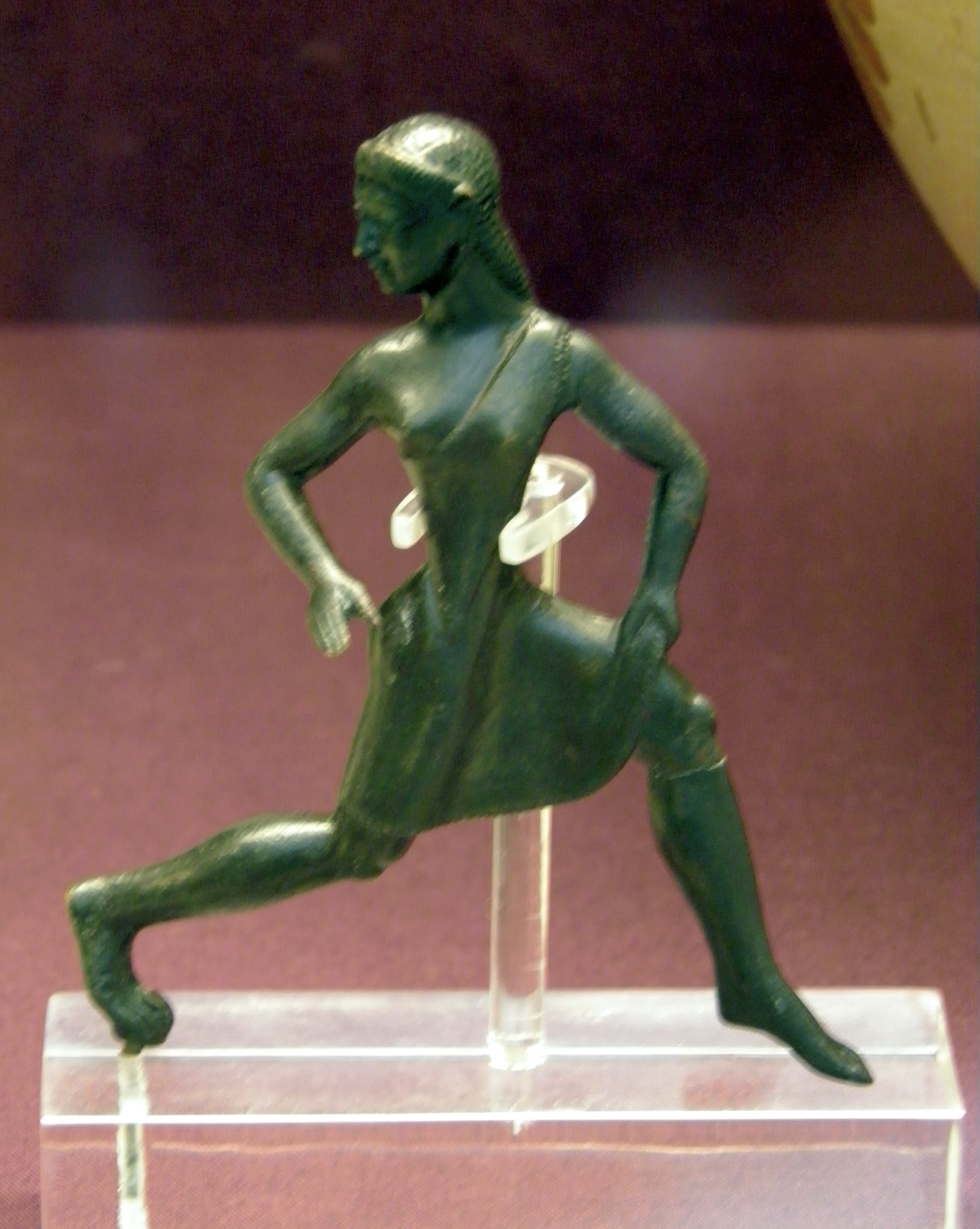
Спартанка біжить. Оголена права грудь свідчить про те, що вона спортсменка
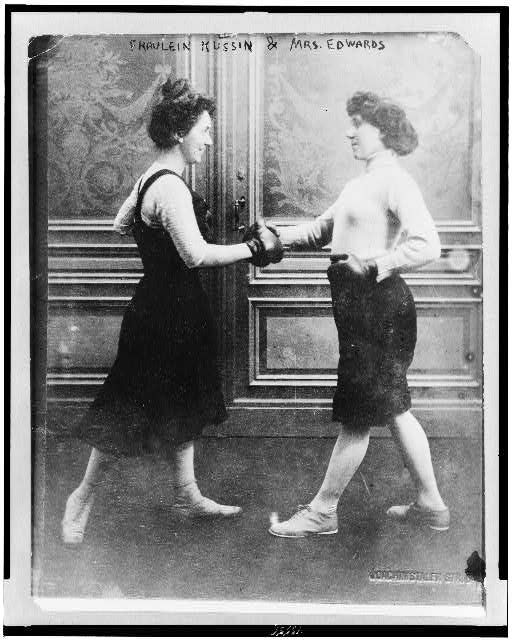
Фройлайн Куссінн і місіс Едвардс, бокс, 1912 рік
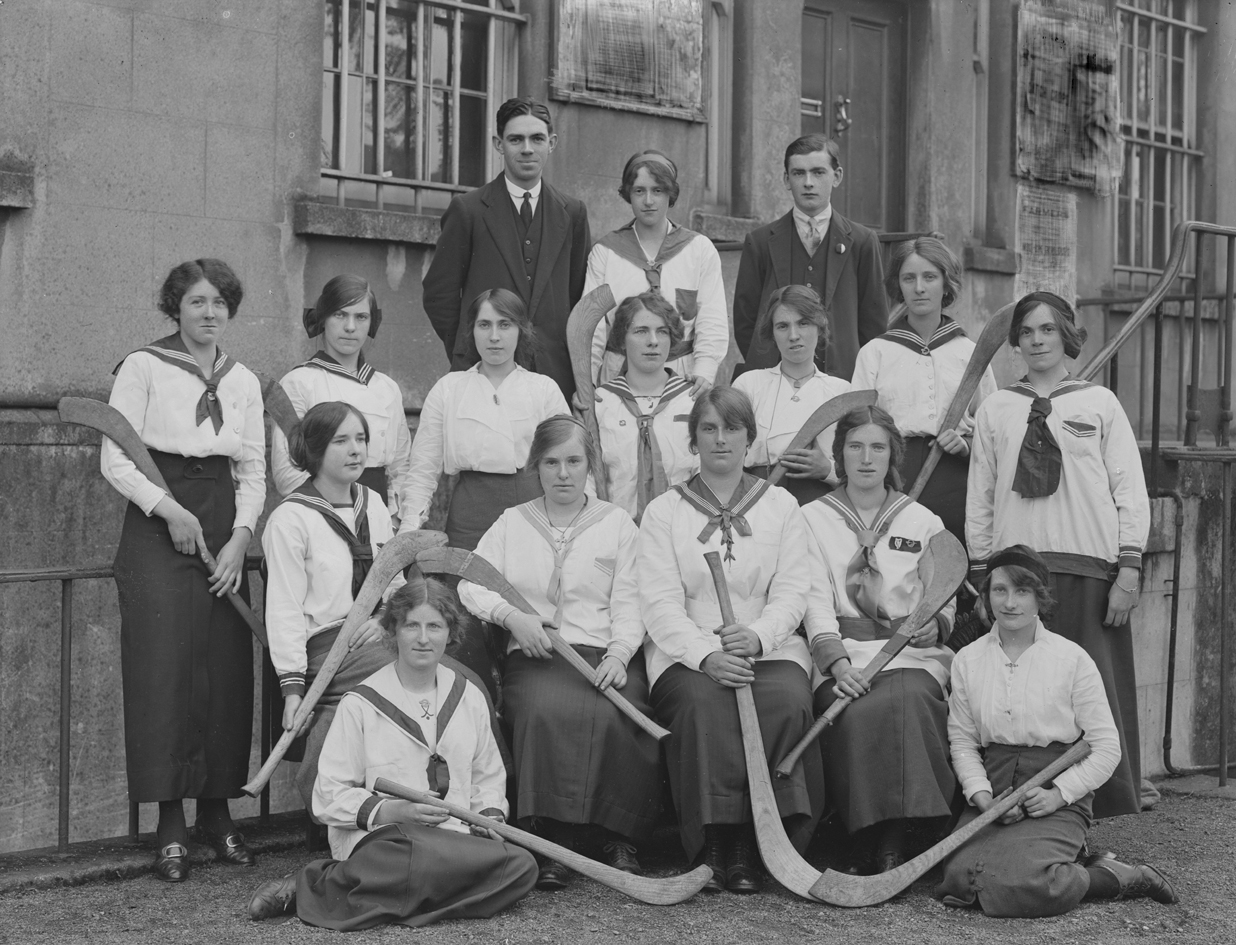
Команда камогі позує зі своїми палицями для метання, близько 1915 року
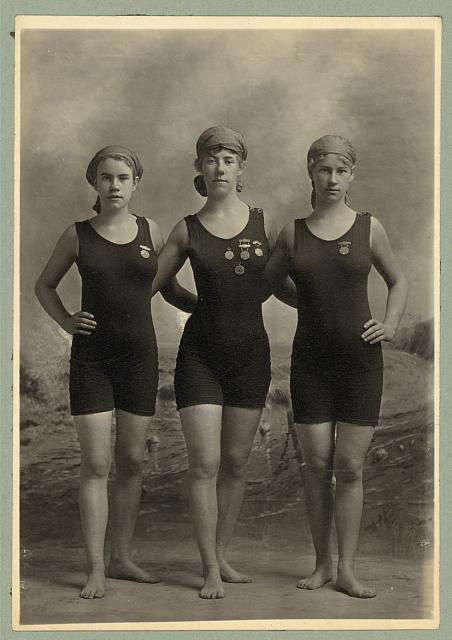
Молоді жінки з медалями змагань з плавання, близько 1920 року
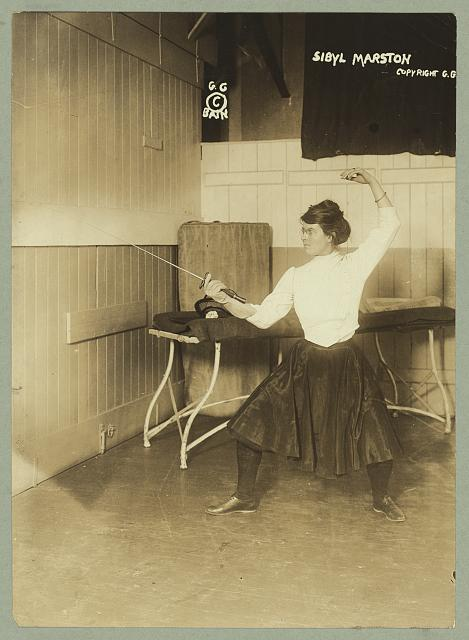
Фехтувальниця Сібіл Марстон
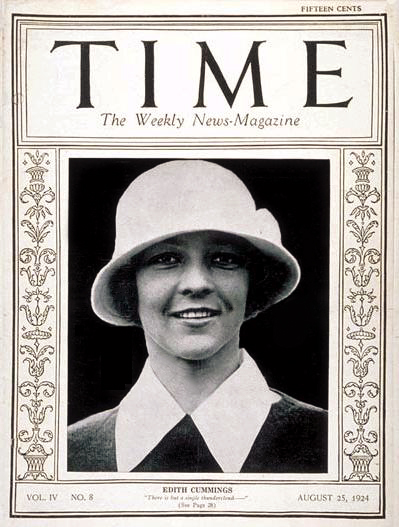
Едіт Каммінгс, перша спортсменка на обкладинці Time
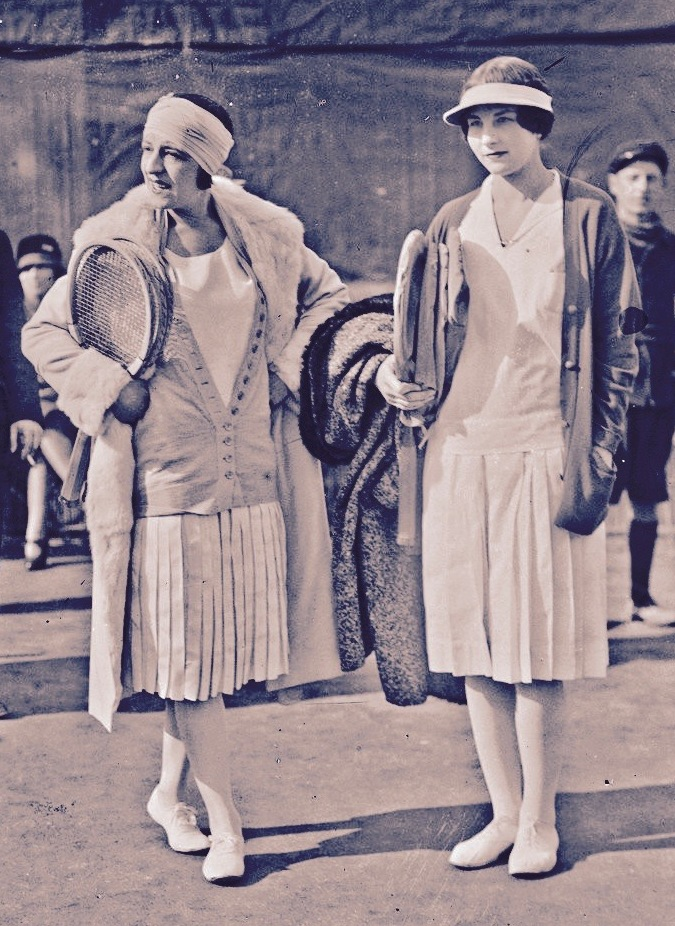
Тенісистки Сюзан Ленглен і Гелен Віллс під час матчу століття
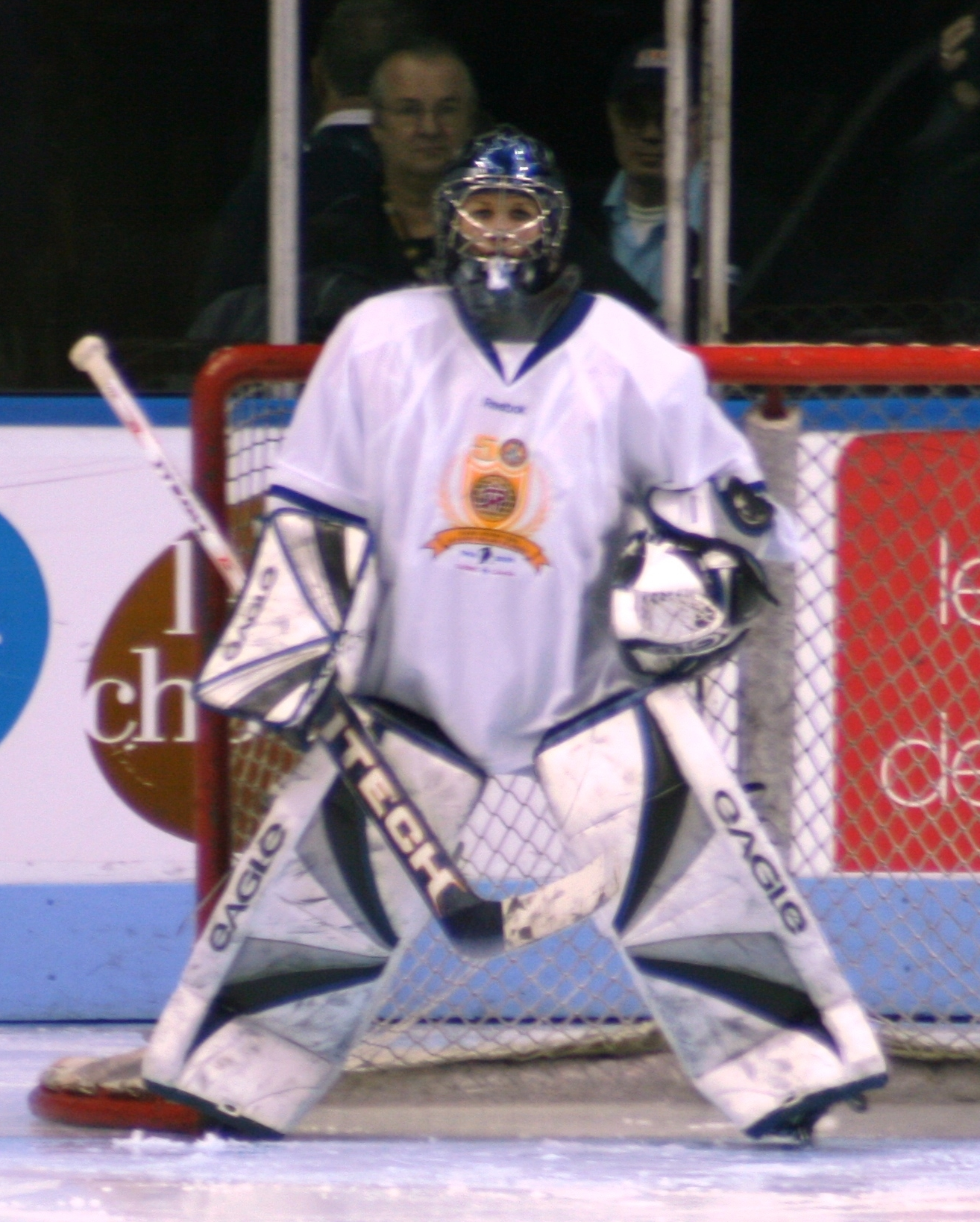
Манон Реом, пер ша жінка, яка зіграла в будь-якій з головних канадсько-американських професійних ліг
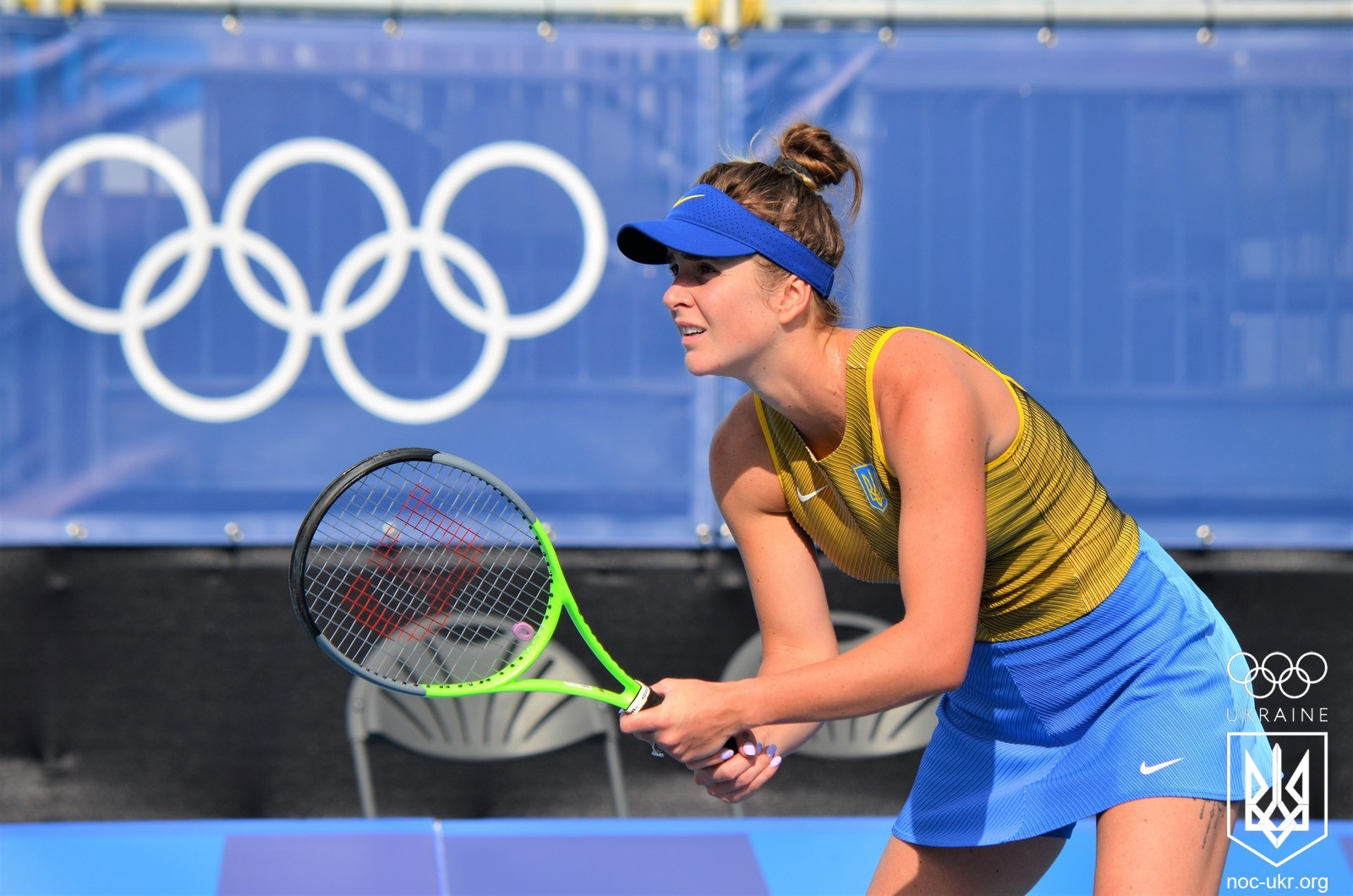
Еліна Світоліна на Літніх Олімпійських Іграх 2020 року
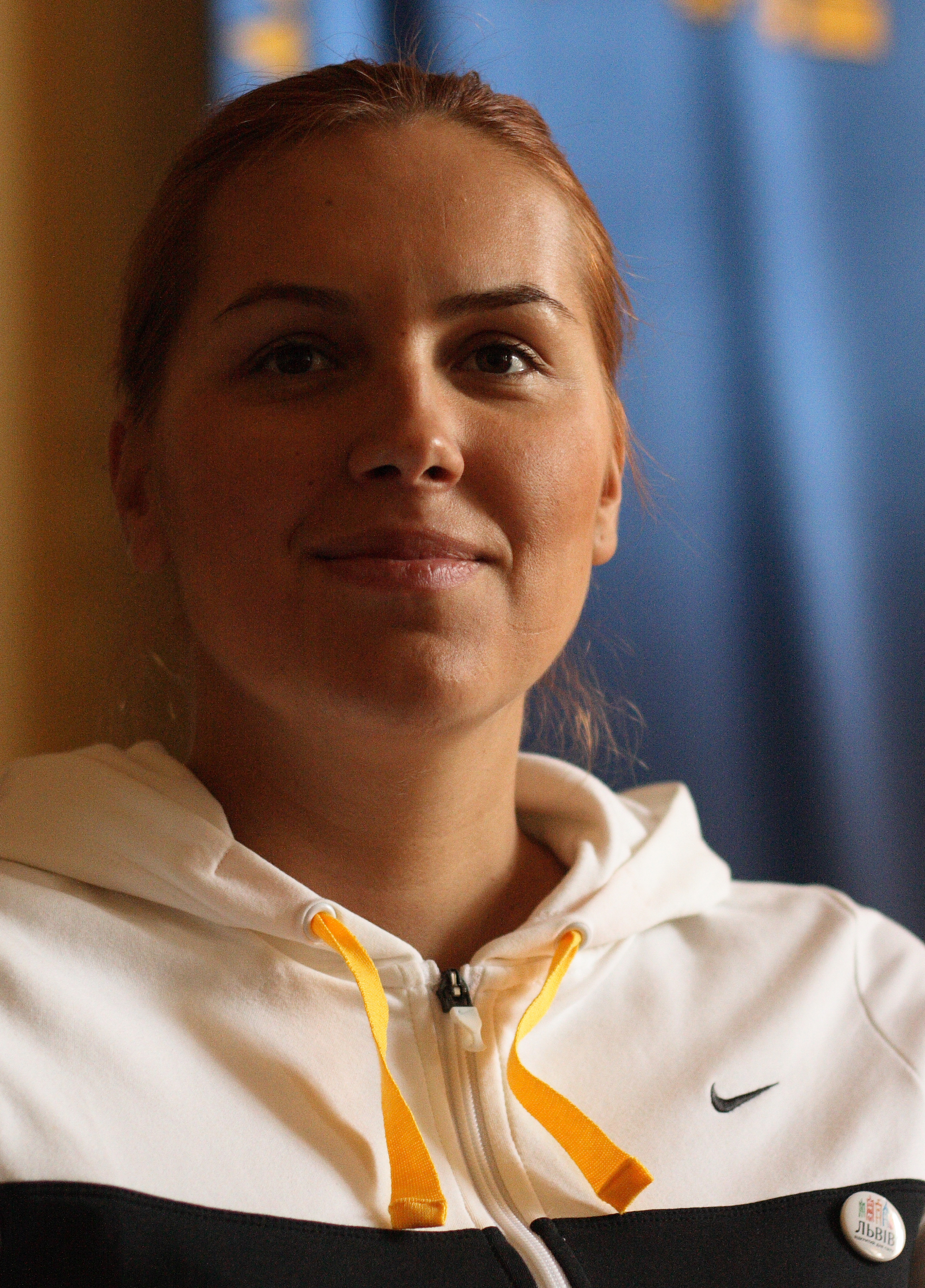
Яна Клочкова
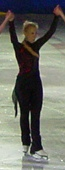
Оксана Баюл
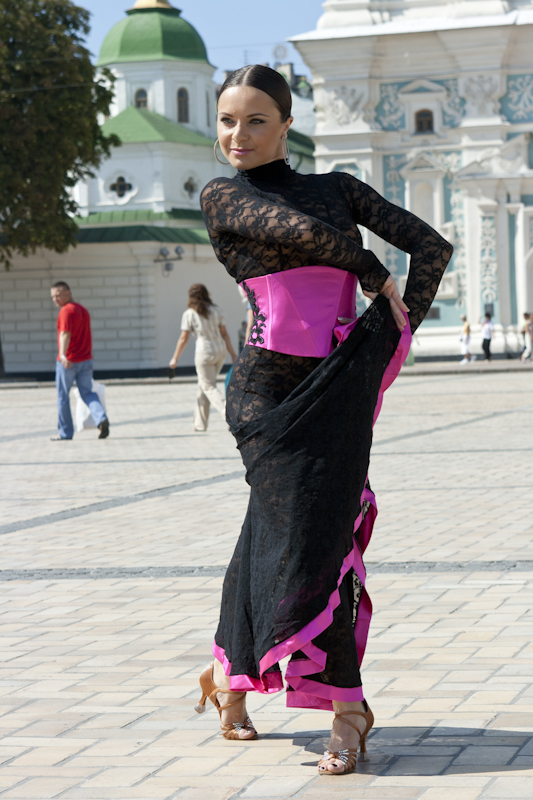
Лілія Подкопаєва